# Bågterti
En bågterti är en enhet för att mäta vinklar. En bågterti är 1/216000 grad. En bågterti är en mycket liten enhet – vinkeln är ungefär lika stor som en enkrona sedd på ett avstånd av 240 km och när bågtertien används i geografiska latitudangivelser motsvarar den ungefär 51 centimeter, mer exakt 1/60 av en bågsekund.